# Mike Sullivan (Politiker)

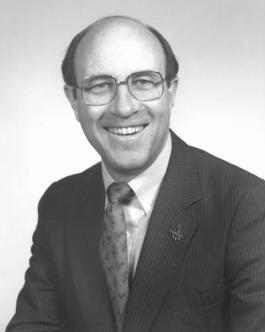
Mike Sullivan, 2008

Michael John „Mike“ Sullivan (* 22. September 1939 in Omaha, Nebraska) ist ein US-amerikanischer Politiker (Demokratische Partei), der von 1987 bis 1995 29. Gouverneur des Bundesstaates Wyoming war.

## Werdegang
Sullivan wuchs in Douglas, Wyoming auf. Er graduierte 1961 an der University of Wyoming mit einem Bachelor of Science in Erdöl- und Erdgastechnik und 1964 an deren Law Department mit einem Bachelor of Law. Nach seiner Zulassung als Anwalt praktizierte er in Casper, wo er seinen Hauptschwerpunkt auf Strafprozesse legte, die mit der Verteidigung von verletzten Personen und Kunstfehlern verbunden waren. Er wurde 1986 zum Gouverneur von Wyoming gewählt und 1990 bestätigt. Während seiner Amtszeit war er Vorsitzender der Western Governors' Association, der Interstate Oil & Gas Compact Commission und der Alliance for Acid Rain Control. Er war auch Mitglied des National Governors' Association Executive Committees.
Nach Ende seiner zweiten Amtszeit wurde er 1995 Fellow des Institute of Politics an der Kennedy School of Government der Harvard University. Ferner war Sullivan unter Präsident Bill Clinton von 1999 bis 2001 Botschafter der Vereinigten Staaten in Irland. Derzeit ist er wieder als Anwalt tätig.